# Tournoi d'ouverture du championnat d'Haïti de football 2014
Navigation
Saison précédente Tournoi suivant
Le tournoi d’ouverture de la saison 2014 du Championnat d'Haïti de football est le premier tournoi saisonnier de la vingt-quatrième édition de la première division à Haïti. Les seize meilleures équipes du pays sont regroupées au sein d’une poule unique où elles s’affrontent une seule fois. Il n’y a pas de relégation à l’issue du tournoi.
En plus du changement de formule, qui voit à nouveau la saison scindée en deux tournois saisonniers, la fédération prend une décision lourde de conséquence en choisissant d’élargir la première division, la faisant passer de 12 à 16 équipes. Par conséquent, elle repêche les deux relégués de la saison précédente, à savoir l’AS Cavaly et América des Cayes. Elle choisit également de promouvoir les équipes de Violette AC et du Racing Gonaïves. Ce choix n’est pas du goût de tous les pensionnaires de Ligue Haïtienne puisque cinq d’entre eux déclarent forfait pour les premières rencontres en signe de protestation. Les sanctions de la fédération ne se font pas attendre puisque le 27 mars, les cinq formations sont exclues du championnat, qui se termine donc à onze. 
C’est l’un des clubs repêchés, América des Cayes, qui remporte le tournoi après avoir terminé en tête du classement final, avec cinq points d’avance sur un duo composé du Tempête FC et du Baltimore SC. C’est le tout premier titre de champion d’Haïti de l’histoire du club.

## Les clubs participants
| - Racing Club Haïtien - AS Cavaly - AS Mirebalais - Petit-Goâve FC - Valencia Léogâne - Football Inter Club Association - Violette AC - Promu de Division 2 - Racine FC - Promu de Division 2 | - Baltimore SC - Don Bosco FC - Aigle Noir AC - Tempête FC - Victory SC - América des Cayes - AS Capoise - Promu de Division 2 - Racing Gonaïves - Promu de Division 2 |

## Compétition
Le barème de points servant à établir le classement se décompose ainsi :
- Victoire : 3 points
- Match nul : 1 point
- Défaite : 0 point

### Classement
| Rang | Équipe                    | Pts | J  | G | N | P | Bp | Bc | Diff |
| ---- | ------------------------- | --- | -- | - | - | - | -- | -- | ---- |
| 1    | América des Cayes         | 21  | 10 | 6 | 3 | 1 | 18 | 7  | +11  |
| 2    | Tempête FC                | 16  | 10 | 4 | 4 | 2 | 12 | 8  | +4   |
| 3    | Baltimore SC              | 16  | 10 | 4 | 4 | 2 | 12 | 8  | +4   |
| 4    | Petit-Goâve FC            | 15  | 10 | 4 | 3 | 3 | 7  | 5  | +2   |
| 5    | Aigle Noir AC             | 14  | 10 | 4 | 2 | 4 | 14 | 11 | +3   |
| 6    | AS Cavaly                 | 14  | 10 | 3 | 5 | 2 | 11 | 9  | +2   |
| 7    | Don Bosco FC              | 13  | 10 | 2 | 7 | 1 | 8  | 7  | +1   |
| 8    | Racine FCP                | 13  | 10 | 3 | 4 | 3 | 9  | 18 | -9   |
| 9    | AS MirebalaisT            | 11  | 10 | 2 | 5 | 3 | 10 | 8  | +2   |
| 10   | Racing GonaïvesP          | 7   | 10 | 1 | 4 | 5 | 4  | 15 | -11  |
| 11   | Violette ACP              | 3   | 10 | 0 | 3 | 7 | 3  | 12 | -9   |
|      | AS CapoiseP exclu         |     |    |   |   |   |    |    |      |
|      | FICA exclu                |     |    |   |   |   |    |    |      |
|      | Racing Club Haïtien exclu |     |    |   |   |   |    |    |      |
|      | Valencia Léogâne exclu    |     |    |   |   |   |    |    |      |
|      | Victory SC exclu          |     |    |   |   |   |    |    |      |

|  | Qualification pour la CFU Club Championship 2015 |
|  | T : Tenant du titre P : Promu de Division 2      |

## Bilan de la saison
| Championnat d'Haïti de football 2014 |                               |
| Champion                             | América des Cayes (1er titre) |
| Qualifications continentales         |                               |
| CFU Club Championship 2015           | América des Cayes             |
| Promotions et relégations            |                               |
| Promus en Ligue Haïtienne            | Aucun                         |
| Relégués en Division 2               | Aucun                         |